# PRKAB2
PRKAB2 (англ. Protein kinase AMP-activated non-catalytic subunit beta 2) – білок, який кодується однойменним геном, розташованим у людей на короткому плечі 1-ї хромосоми.  Довжина поліпептидного ланцюга білка становить 272 амінокислот, а молекулярна маса — 30 302.
| 10         |  | 20         |  | 30         |  | 40         |  | 50         |
| ---------- |  | ---------- |  | ---------- |  | ---------- |  | ---------- |
| MGNTTSDRVS |  | GERHGAKAAR |  | SEGAGGHAPG |  | KEHKIMVGST |  | DDPSVFSLPD |
| SKLPGDKEFV |  | SWQQDLEDSV |  | KPTQQARPTV |  | IRWSEGGKEV |  | FISGSFNNWS |
| TKIPLIKSHN |  | DFVAILDLPE |  | GEHQYKFFVD |  | GQWVHDPSEP |  | VVTSQLGTIN |
| NLIHVKKSDF |  | EVFDALKLDS |  | MESSETSCRD |  | LSSSPPGPYG |  | QEMYAFRSEE |
| RFKSPPILPP |  | HLLQVILNKD |  | TNISCDPALL |  | PEPNHVMLNH |  | LYALSIKDSV |
| MVLSATHRYK |  | KKYVTTLLYK |  | PI         |  |            |  |            |

A: Аланін

C: Цистеїн

D: Аспарагінова кислота

E: Глутамінова кислота

F: Фенілаланін

G: Гліцин

H: Гістидин

I: Ізолейцин

K: Лізин

L: Лейцин

M: Метіонін

N: Аспарагін

P: Пролін

Q: Глутамін

R: Аргінін

S: Серин

T: Треонін

V: Валін

W: Триптофан

Кодований геном білок за функцією належить до фосфопротеїнів. 
Задіяний у таких біологічних процесах як метаболізм жирних кислот, метаболізм ліпідів, біосинтез жирних кислот, біосинтез ліпідів. 